# Високо
 Тази статия е за града в Босна и Херцеговина.  За общината вижте Високо (община).  
Високо (на босненски: Visoko) е град в централна Босна и Херцеговина, административен център на община Високо в Зенишко-добойски кантон. Населението му е около 11 600 души (2013).
Разположен е на 508 метра надморска височина в Динарските планини, на бреговете на река Босна и на 22 километра северозападно от центъра на Сараево. Селището се споменава за пръв път през 1355 година, а малко по-късно става първата столица на средновековното Босненско кралство.